# Jüdischer Friedhof (Hemeringen)
Der jüdische Friedhof in Hemeringen, einer Ortschaft in der niedersächsischen Stadt Hessisch Oldendorf im Landkreis Hameln-Pyrmont, ist ein Kulturdenkmal.
Der 250 Quadratmeter große Friedhof liegt Am Hugenkamp am Rande des alten Ortskernes an der Ausfallstraße Richtung Forellental. Auf ihm befinden sich sieben Grabsteine aus den Jahren 1850 bis 1906. Sie tragen ganz erhebliche Zerstörungsspuren, teilweise sind nur Bruchstücke erhalten.
Im Jahr 1938 wurde der Friedhof komplett zerstört.